# Недзвецький Олександр Семенович
Олександр Семенович Недзвецький (18 березня 1885 — † ?) — підполковник Армії УНР.

## Життєпис

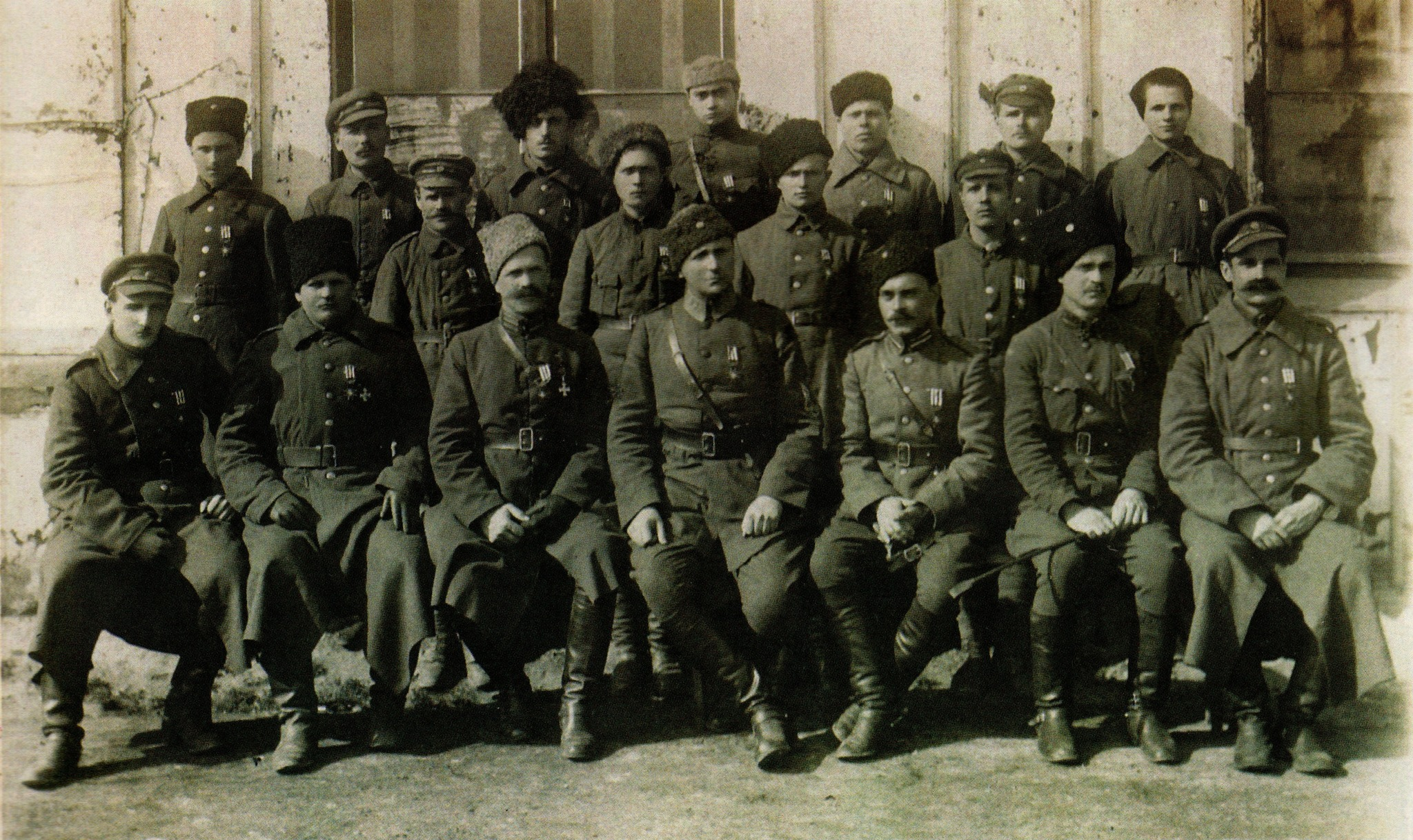
Лицарі «Залізного Хреста за Зимовий похід і бої» зі складу 3-ї Залізної дивізії з керівниками 2-ї Волинської дивізії.
1-й ряд зліва направо: Володимир Лаврик, підхор. Іван Назаренко, полк. Григорій Чижевський, ген. Олександр Загродський, підп. Олександр Недзвецький, підп. Микола Чижевський, підп. Іван Шура-Бура.
2-й ряд зліва направо: чот. Дмитро Рябінін, чот. Павло Кузенський, чот. Савко Стасюк, гуртковий Михайло Дяченко.
3-й ряд зліва направо: рой. Прокіп Баснюк, чот. Тимко Михальчук, чот. Петро Демченко, рой. Вадим Околовський, чот. Семен Антонів, рой. Сергій Полонський, козак Максим Викторів.

Походив з міщан м. Гайсин Подільської губернії. Закінчив 2-класне Ольгопільське міське училище.

## На службі РІА
6 листопада 1906 р. був покликаний на військову службу, служив у 8-му запасному кавалерійському полку. 15 грудня 1909 р. був звільнений в запас у званні молодшого унтер-офіцера. 21 липня 1914 р. — знову мобілізований до армії, зарахований до 1-го паркового дивізіону 12-ї артилерійської бригади. Закінчив Омську школу прапорщиків (17 січня 1917). Останнє звання у російській армії — підпоручик.

## На службі УНР
У 1917 р. служив у 21-му Українському козацькому полку 2-го Січового Запорізького корпусу військ Центральної Ради. У лютому 1918 р. демобілізувався. 13 листопада 1918 р. був мобілізований до 6-го кінного Кременецького (Ольвіопольського) полку. З кінця листопада 1918 р. — помічник мозирського повітового коменданта УНР. На початку січня 1919 р. вступив зі своїм комендантським загоном до кінно-партизанського полку Січових стрільців під командою отамана Козиря-Зірки. З лютого 1919 р. — помічник командира цього полку.
З березня 1919 р. — командир кінного куреня «Запорізької Січі» Дієвої армії УНР під командою отамана Божка (колишнього кінно-партизанського полку). З липня 1919 р. — командир окремої кінної сотні 2-ї дивізії «Запорізька Січ». З 6 грудня 1919 р. — командир Окремого кінного дивізіону Збірної Волинської дивізії, який 29 січня 1920 р. було перейменовано на кінний полк ім. І. Мазепи (згодом — 2-й кінний полк ім. І. Мазепи). На чолі цього полку брав участь у Першому Зимовому поході та кампанії 1920-го р. З 23 червня 1920 р. — підполковник. 22 серпня 1922 р. усунутий з посади командира полку через порушення дисципліни («партизанщина» тощо). 19 грудня 1922 р. повернувся на посаду командира полку.
У 20-х рр. жив на Волині. Взимку 1932 р. — восени 1933 р. був начальником розвідчого пункту УНР у м. Корець. Усунутий з цієї посади через фінансові проблеми. У 1930-х рр. мешкав у м. Рівне.
Подальша доля невідома.